# BAO Publishing
BAO Publishing è una casa editrice di fumetti italiana fondata nel 2009 a Milano.

## Storia
BAO Publishing viene fondata nel 2009 da Caterina Marietti e Michele Foschini. Tra le prime opere pubblicate vi è l'edizione integrale di Bone di Jeff Smith.
Attraverso Makkox Marietti e Foschini entrano in contatto con Zerocalcare poco prima dell'uscita dell'autoproduzione La profezia dell'armadillo, per poi pubblicare insieme Un polpo alla gola. La pubblicazione dell'autore romano è decisiva e porta BAO a collaborare e lanciare numerosi autori italiani e internazionali.
Nel 2013 pubblica le nuove avventure di The Spirit, personaggio ideato originalmente da Will Eisner, scritte da Mark Schultz e David Hine e disegnate da Moritat.
Dal 2014 BAO ripubblica, a cadenza trimestrale, la serie a colori Orfani ideata da Roberto Recchioni e pubblicata originariamente in formato bonellide da Sergio Bonelli Editore in grandi volumi cartonati contenenti ognuno tre numeri della serie originale con extra, materiali preparatori, commenti degli autori e copertine inedite.
Nel maggio 2014 inaugura a un negozio a tempo a Milano, la BAO Boutique, attiva fino a metà giugno.
Ad aprile 2019 BAO lancia la collana Aiken, dedicata al manga giapponese.

## Struttura
La casa editrice iniziò includendo i due titolari e fondatori - Caterina Marietti e Michele Foschini - il caporedattore Leonardo Favia e il capografico Lorenzo Bolzoni, per poi progressivamente ingrandirsi includendo altre figure, dalla contabilità al commerciale.
Sul sito ufficiale è presente un blog, I tipi di BAO, che illustra il dietro le quinte della casa editrice.
La casa editrice ha pubblicato 65 novità a catalogo nel 2013, 75 nel 2017 e 50 nel 2019.
Il logo di BAO è Cliff, un bulldog francese suggerito da Cliff Chiang e spesso reinterpretato dai vari autori nei volumi editi dalla casa editrice.
Nel 2019, in collaborazione con TheSIGN Academy di Firenze, BAO promuove un Master dedicato alle professioni del fumetto.

## Pubblicazioni

### Autori internazionali
- David B. (Il Re Rosa e Per gli oscuri sentieri),
- Clive Barker (Hellraiser),
- Enki Bilal (I fantasmi del Louvre),
- Vera Brosgol (Anya e il suo fantasma),
- Glyn Dillon (Il Nao di Brown),
- Neil Gaiman (Blueberry Girl e Crazy Hair),
- Frazer Irving (Clown con la pistola),
- Joe Kelly (I Kill Giants),
- Matt Kindt (Revolver),
- Joe Kubert (Dong Xoai, Vietnam 1965),
- John Layman (Chew),
- Scott McCloud (Zot!, Lo scultore e Capire, fare e reinventare il fumetto),
- Frank Miller (Sacro terrore),
- Alan Moore (La Lega degli Straordinari Gentlemen e La saga dei Bojeffries),
- Terry Moore (Strangers in Paradise, Echo e Rachel Rising),
- Ann Nocenti (the seeds)
- Grant Morrison (Supergods e Happy!),
- Cyril Pedrosa (Portugal, Cuori solitari, L'età dell'oro),
- Joann Sfar (Chagall in Russia),
- Abhishek Singh (Krishna - Un viaggio interiore),
- Jeff Smith (Bone e RASL),
- Thierry Smolderen (Souvenir dell'impero dell'atomo e L’estate diabolika),
- Yoshihiro Tatsumi (Una vita tra i margini e Tormenta nera),
- Brian K. Vaughan (Saga, Paper Girls, The Private Eye e Sentinelle d’inverno),
- Eldo Yoshimizu (Ryuko),
- Pénélope Bagieu, (California dreamin’, Indomite. Storie di donne che fanno ciò che vogliono),
- Mark Siegel, (Sailor Twain),
- Hubert&Zanzim (Pelle d'uomo)

### Autori italiani
- Rachele Aragno, (Melvina, Melvina e il dono del serpente),
- Alessandro Barbucci (Sky Doll, Ekhö. Mondo specchio. New York e Chosp - Demoni Brutti e Cattivi),
- Alice Berti (Neon Brothers, Calipso, Un Poema Per le Piccole Cose),
- Giacomo Bevilacqua (Il suono del mondo a memoria, Troppo facile amarti in vacanza, Metamorphosis, Sono una testa di panda),
- Flavia Biondi (La generazione, La giusta mezura, Le maldicenze, La casa delle magnolie),
- Barbara Canepa (Sky Doll e End. Elisabeth),
- Julien Cittadino aka Capitan Artiglio,([[12]]
- Luca Genovese (Beta),
- Sergio Gerasi (In inverno le mie mani sapevano di mandarino e Un romantico a Milano),
- Holdenaccio (Umberto, Elliott Smith),
- AlbHey Longo (La quarta variazione, Sfera, Silica Void),
- Maicol & Mirco (Il papà di Dio, Palla Rossa e Palla Blu. L’amicizia arrotonda tutto, Opera Omnia de Gli Scarabocchi di Maicol & Mirco. ARGH),
- Makkox (Ladolescenza, Post Coitum - Satire di un tardo impero e Se muori siamo pari),
- Lorenza Natarella (Sempre Libera),
- Nova (Stelle o Sparo, 24/7),
- Leo Ortolani (CineMAH presenta: Il buio in sala, OH! Il libro delle meraviglie e Cinzia),
- Ilaria Palleschi (Nina che disagio, Conforme)
- Rita Petruccioli (Ti chiamo domani, Frantumi),
- Giulia Sagramola (Incendi Estivi),
- Santamatita (L'ultima estate al cimitero),
- Sualzo (Fermo),
- Davide Toffolo (Il re bianco),
- Elena Triolo (Turchina),
- Zerocalcare (La profezia dell'armadillo, Un polpo alla gola, Ogni maledetto lunedì su due, Dodici, Dimentica il mio nome, L'elenco telefonico degli accolli, Kobane Calling, Macerie prime e Macerie prime - Sei mesi dopo).
- Greta Xella (Figlia di Luna),

### CollanaAiken
- Yarō Abe, La taverna di mezzanotte
- Hisae Iwaoka, Dosei Mansion
- Hisae Iwaoka, Aomanju - La foresta degli spiriti

- Hisae Iwaoka, Fiori di biscotto
- Aoi Ikebe, Princess Maison
- JM Ken Niimura, Henshin
- Daisuke Nishijima, Dien Bien Phu
- Hayao Miyazaki, Il viaggio di Shuna